# Фльорек
Фльорек (пол. Florek) — село в Польщі, у гміні Кутно Кутновського повіту Лодзинського воєводства.
Населення — 106 осіб (2011).
У 1975-1998 роках село належало до Плоцького воєводства.

## Демографія
Демографічна структура станом на 31 березня 2011 року:
|          | Загалом | Допрацездатний вік | Працездатний вік | Постпрацездатний вік |
| -------- | ------- | ------------------ | ---------------- | -------------------- |
| Чоловіки | 55      | 13                 | 39               | 3                    |
| Жінки    | 51      | 11                 | 29               | 11                   |
| Разом    | 106     | 24                 | 68               | 14                   |